# Thomas Lang (Politiker)
Thomas Lang (* 11. Juni 1973) ist ein deutscher Politiker (FW). Er ist Bürgermeister der mittelfränkischen Stadt Lauf an der Pegnitz.

## Leben
Thomas Lang machte sein Abitur am Staatlichen Gymnasium Lauf, dem heutigen Christoph-Jakob-Treu-Gymnasium. Sein Studium absolvierte er an der Friedrich-Alexander-Universität Erlangen-Nürnberg. Er arbeitete als Gymnasiallehrer für die Fächer Mathematik und Sport an fünf Schulen: dem Adam-Kraft-Gymnasium in Schwabach, dem Siegmund-Schuckert-Gymnasium in Nürnberg, dem Paul-Pfinzing-Gymnasium in Hersbruck, dem Hans-Sachs-Gymnasium in Nürnberg und zuletzt am Christoph-Jakob-Treu-Gymnasium in Lauf.
Als Leichtathlet hatte Lang Erfolge zum Beispiel in den Disziplinen 110-Meter-Hürdenlauf und Zehnkampf.
Er war im Vorstand des Sportvereins TV 1877 Lauf. Bei der LG Lauf Pegnitzgrund war er Jugendtrainer und 1. Vorsitzender.

## Politik
Seit 2002 ist Lang Mitglied der Landesvereinigung Freie Wähler Bayern. Seit Mai 2008 war er Stadtrat in Lauf an der Pegnitz.
Bei der Bürgermeisterwahl am 16. März 2014 trat er für die Freien Wähler an, kam jedoch mit 20,12 Prozent der gültigen Stimmen bei einer Wahlbeteiligung von 61,35 Prozent nicht in die Stichwahl. Bei der Bürgermeisterwahl am 15. März 2020 trat er erneut an und erhielt 29,19 Prozent der gültigen Stimmen bei einer Wahlbeteiligung von 61,00 Prozent, der langjährigen Bürgermeister Benedikt Bisping (Grüne) erhielt 46,02 Prozent so dass eine Stichwahl erforderlich wurde. Diese gewann Thomas Lang am 29. März 2020 mit 51,85 Prozent der gültigen Stimmen bei einer Wahlbeteiligung von 68,32 Prozent.